# Hipofluorossav
A hipofluorossav szervetlen vegyület, képlete HOF. A víz és a fluor reakciójának köztitermékeként keletkezik, ennek a reakciónak a végterméke hidrogén-fluorid és oxigén. 0 °C felett hidrogén-fluoridra és oxigénre bomlik. Az egyetlen hipohalogénessav, melyet sikerült szilárd formában izolálni. Robbanásveszélyes vegyület. Tiszta formában jég fluorozásával sikerült előállítani.
A szilárd fázis röntgendiffrakciós vizsgálata szerint molekulája V alakú, benne a kötésszög 101°. Az O−F kötés hossza 144,2 ppm, az O−H kötés hossza 96,4 ppm. A szilárd anyagban O−H---O láncok találhatók. Gázfázisú szerkezetét is vizsgálták, a kötésszög itt valamivel kisebb, 97,2°.
A hipofluorossav az egyetlen ismert fluor oxosav. Előállítása úgy történhet, hogy −40 °C-on jég felett fluorgázt áramoltatnak, a keletkező HOF gázt összegyűjtik, majd cseppfolyósítják:
F2 + H2O → HOF + HF
Szobahőmérsékleten robbanásszerűen hidrogén-fluoridra és oxigénre bomlik:
2 HOF → 2 HF + O2
Víztartalmú acetonitrilen fluorgáz átvezetésével előállítva nagyon erős oxigén átvivő elektrofilként használható. A reagens hatására a fenantrolin a korábban előállíthatatlan 1,10-fenantrolin-dioxiddá alakul, melyet ezzel a módszerrel az első sikertelen kísérlet után több mint 50 évvel sikerült előállítani.
A hipofluoritok az OF− savmaradékion – a sav konjugált bázisának – származékai, ilyen például a trifluormetil-hipofluorit (CF3OF).

## Fordítás
Ez a szócikk részben vagy egészben  a   Hypofluorous acid című angol Wikipédia-szócikk ezen változatának fordításán alapul.  Az eredeti cikk szerkesztőit annak laptörténete sorolja fel. Ez a jelzés csupán a megfogalmazás eredetét és a szerzői jogokat jelzi, nem szolgál a cikkben szereplő információk forrásmegjelöléseként.